# 캠벨 스콧
캠벨 스콧(Campbell Scott, 1961년 7월 19일 ~ )은 미국의 배우이다.

## 출연 작품

### 영화
- 5번가의 비명 (1987)
- 오랜 친구 (1988)
- 마지막 사랑 (1990)
- 환생 (1991)
- 사랑을 위하여 (1991)
- 클럽 싱글즈 (1992)
- 이노센트 (1993)
- 미세스 파커 (1994)
- 렛 잇 비 미 (1995)
- 빅 나이트 (1996)
- 스페인 죄수 (1997)
- 리틀 러너 (2004)
- 러버보이 (2005)
- 엑소시즘 오브 에밀리 로즈 (2005)
- 듀마 (2005)
- 그 여자 작사 그 남자 작곡 (2007)
- 이상한 나라의 피비 (2008)
- 어메이징 스파이더맨 (2012)
- 해피엔딩 프로젝트 (2012)
- 어메이징 스파이더맨 2 (2014)
- 맨하탄 녹턴 (2016) - 사이먼 크롤리 역 (공동제작)
- 쥬라기 월드: 도미니언 (2022) - 루이스 독슨 역
- 논나 (2025) - 에드워드 듀란트 역

### 텔레비전
- L.A. 로 (1986)
- 패밀리 타이즈 (1987)
- 로열 페인스 (2009-16)
- 대미지 (2010)
- 블랙리스트 (2014)
- 하우스 오브 카드 (2017-18)
- 인스팅크트 (2019)
- 프로디걸 선 (2021)
- 빌리언스 (2022)
- 우린폭망했다 (2022)